# Aboe Mena
Aboe Mena (diverse spellingsvarianten komen voor) (Arabisch: الإسكندرية) was een stad uit de Late oudheid in Egypte. Aboe Mena ligt ongeveer 45 km ten zuidwesten van Alexandrië. Aboe Mena werd in 1979 door UNESCO benoemd tot Werelderfgoed. Van 2001 tot 2025 werd de erfgoedsite geklasseerd als bedreigd erfgoed en toegevoegd aan de Rode Lijst van bedreigd werelderfgoed.
De stad werd in de 4e eeuw gesticht rondom het bedevaartsoord voor Menas van Alexandrië. Deze heilige uit Alexandrië werd hier begraven, nadat de dromedaris waarop zijn lichaam vervoerd werd, weigerde om verder te gaan. Nadat keizer Constantijn de Grote zijn dochter naar Aboe Mena stuurde om te genezen, beval hij de bouw van een kerk en van de stad.
Later werd hier de Basilica van Aboe Mena gebouwd rondom het graf van Menas van Alexandrië.
De opkomende moslims verwoestten de stad in de 7e eeuw.